# Robin Campillo

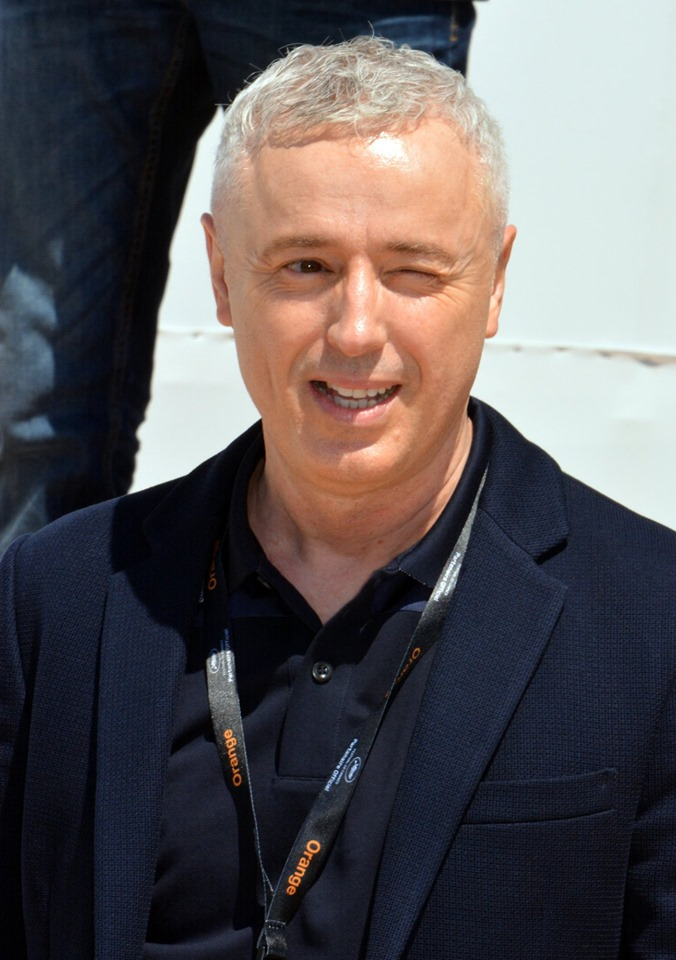
Robin Campillo (2019)

Robin Campillo (* 16. August 1962 in Mohammedia, Marokko) ist ein französischer Drehbuchautor, Filmeditor und Regisseur.

## Leben
Campillo kam in Marokko zur Welt, lebte jedoch während seiner Kindheit und Jugend in verschiedenen Ländern, da der Vater bei der Armee war. Schon früh interessierte er sich für Filme; prägend wurde Jean-Luc Godards Lemmy Caution gegen Alpha 60, den er im Alter von neun Jahren in einem Armee-Kino auf Madagaskar sah. Im Jahr 1983 begann er ein Studium am Institut des hautes études cinématographiques (IDHEC), widmete sich nach seinem Abschluss jedoch zunächst aktiv dem Kampf gegen AIDS.
Mitte der 1990er-Jahre wandte er sich dem Film zu. Er arbeitete eng mit Laurent Cantet zusammen und wurde Editor in zahlreichen seiner Filme, darunter Freiwillig verbannt (1997), Der Jobkiller (1999) und Auszeit (2001); bei Letzterem war er auch am Drehbuch beteiligt. Für das Drehbuch von Cantets Die Klasse, das er mit François Bégaudeau und Cantet schrieb, gewann Campillo 2009 einen César für das Beste adaptierte Drehbuch. Zudem erhielt er eine César-Nominierung für den Besten Schnitt. 
Im Jahr 2004 führte Campillo erstmals Regie: Im Zombiefilm Les revenants kehren Tote in ihr Dorf zurück und versuchen, sich in das normale Leben der Bewohner zu integrieren. Campillo war beim Film auch am Drehbuch und am Schnitt beteiligt. Auf dem auf Fantasyfilme spezialisierten Filmfestival Fantasporto gewann der Film zwei Preise und wurde auf dem Sitges Festival Internacional de Cinema Fantàstic de Catalunya für einen Preis als Bester Film nominiert. Im Jahr 2012 wurde der Film als Serie unter dem Titel The Returned adaptiert. Campillos zweite Regiearbeit wurde 2013 Eastern Boys – Endstation Paris um einen homosexuellen Pariser, der eine Beziehung zu einem jungen Ukrainer eingeht. Campillo gewann dafür den Preis der Sektion Orizzonti der Internationalen Filmfestspiele von Venedig 2013 für den besten Film. Zudem erhielt er eine César-Nominierung in den Kategorien Bester Film und Beste Regie.
Campillo erhielt 2017 für den Spielfilm 120 BPM eine Einladung in den Wettbewerb der 70. Filmfestspiele von Cannes. Das Drama spielt Anfang der 1990er-Jahre in Paris und handelt von einer Gruppe Aktivisten der AIDS-Selbsthilfe- und Protestbewegung Act Up, der der Filmemacher selbst angehörte. 120 BPM brachte Campillo in Cannes den Großen Preis der Jury und den FIPRESCI-Preis sowie 2018 den César in der Kategorie Bester Film ein. 2018 wurde er auch in die Academy of Motion Picture Arts and Sciences berufen, die jährlich die Oscars vergibt.
2019 wurde er in die Wettbewerbsjury des 72. Filmfestivals von Cannes berufen.
Im Jahr 2023 wurde sein vierter Spielfilm L’île rouge veröffentlicht, mit dem er aber an den vorangegangenen Erfolg von 120 BPM nicht anknüpfen konnte. Zwei Jahre später entstand unter Zusammenarbeit des verstorbenen Laurent Cantet der Jugendfilm Enzo (2025), der im Rahmen des Filmfestivals von Cannes als Eröffnungsfilm der unabhängigen Nebenreihe Quinzaine des Cinéastes ausgewählt wurde.

## Filmografie
- 1997: Freiwillig verbannt (Les sanguinaires) – Schnitt
- 1999: Der Jobkiller (Ressources humaines) – Schnitt
- 2001: Auszeit (L’emploi du temps) – Drehbuch, Schnitt
- 2003: Wer tötete Bambi? (Qui a tué Bambi?) – Schnitt
- 2004: Les revenants – Regie, Drehbuch, Schnitt
- 2005: In den Süden (Vers le sud) – Drehbuch, Schnitt
- 2008: Die Klasse (Entre les murs) – Drehbuch, Schnitt
- 2012: Foxfire – Drehbuch, Schnitt
- 2013: Eastern Boys – Endstation Paris (Eastern Boys) – Regie, Drehbuch, Schnitt
- 2014: Retour à Ithaque – Schnitt
- 2016: Das Geheimnis der zwei Schwestern (Planetarium) – Drehbuch
- 2017: 120 BPM (120 battements par minute) – Regie, Drehbuch, Schnitt
- 2023: L’île rouge – Regie, Drehbuch
- 2025: Enzo – Regie, Drehbuch

## Auszeichnungen (Auswahl)
- 2001: Nominierung Europäischer Filmpreis, Bestes Drehbuch, für Auszeit
- 2004: Nominierung Sitges Festival Internacional de Cinema Fantàstic de Catalunya, Bester Film, für Les revenants
- 2005: Fantasporto, International Fantasy Film Award für die Beste Regie, für Les revenants
- 2005: Fantasporto, Grand Prize of European Fantasy Film in Silver, für Les revenants
- 2009: César, Bestes adaptiertes Drehbuch, für Die Klasse
- 2009: César-Nominierung, Bester Schnitt, für Die Klasse
- 2010: Nominierung Chlotrudis Awards, Bestes adaptiertes Drehbuch, für Die Klasse
- 2013: Preis der Sektion Orizzonti der Internationalen Filmfestspiele von Venedig 2013 für den Besten Film, für Eastern Boys – Endstation Paris
- 2014: Nominierung Prix Louis Delluc, Bester Film, für Eastern Boys – Endstation Paris
- 2015: César-Nominierung, Bester Film, für Eastern Boys – Endstation Paris
- 2015: César-Nominierung, Beste Regie, für Eastern Boys – Endstation Paris
- 2017: Großer Preis der Jury und FIPRESCI-Preis für 120 battements par minute